# Dolmen de Aizkomendi
El dolmen de Aizkomendi es un dolmen que se encuentra en el concejo español de Eguílaz, perteneciente a la provincia de Álava. Fue descubierto en 1832.

## Descripción

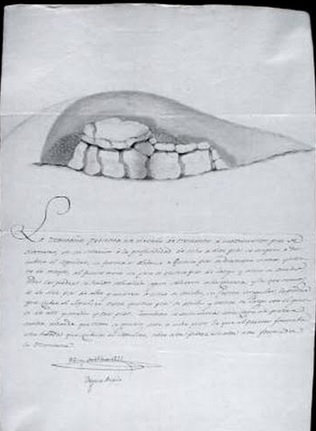
Esquema del dolmen en su situación original

El dolmen fue descubierto en la década de 1830. Confinado dentro de un gran túmulo, su parte central tiene una cámara recubierta de una gran losa que, una vez retirada, tiene en su interior una galería con un corredor en su parte oriental.

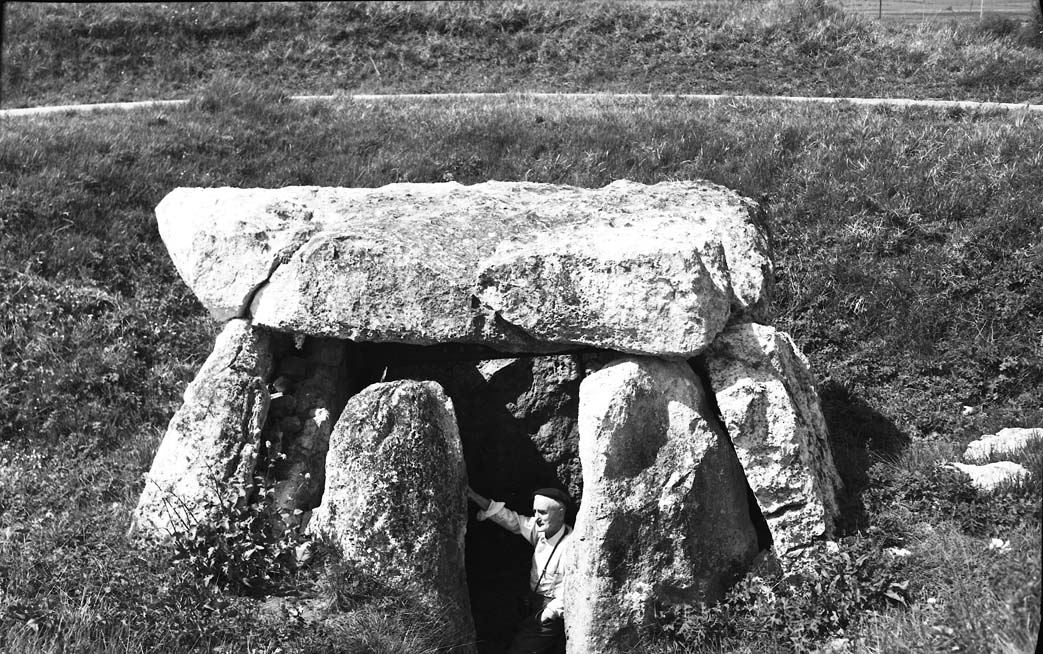
Fotografía del dolmen tomada en 1970

Aparece descrito en el séptimo volumen del Diccionario geográfico-estadístico-histórico de España y sus posesiones de Ultramar de Pascual Madoz, en la entrada correspondiente a Eguílaz, con las siguientes palabras:

Al O. hay una altura de terr. labrantio llamado Aizcomendi, en cuyo centro y profundidad se descubrió por el dueño en el año 1832 un sepulcro, cuya estructura consistia en unos peñascos colocados á los lados y cubierto con otro, todos de descomunal magnitud, pero particularmente el que cubria, que tiene 15 pies de long., 12 de lat. y 2 1/2 de espesor: á consecuencia de este descubrimiento se practicaron investigaciones en pos de lo que contenia, y se hallaron restos humanos de tamaño irregular respecto á los vivientes, sin que haya aparecido inscripcion alguna que atestigue su procedencia, solo si que las dimensiones del centro son de 10 á 11 pies de long. de E. á O.; 8 á 9 de lat. de N. á S., y de 12 á 14 perpendiculares, con su entrada al E.
(Madoz, 1847, p. 448)